# Хейвуд, Томас
Томас Хейвуд (англ. Thomas Heywood; 1574[…], Линкольншир — 16 августа 1641[…], Клеркенвелл, Лондон) — английский драматург времен Шекспира. 

## Биография
Родился в 1574 году в Линкольншире. Получил образование в Кембриджском университете.
Написал около 220 пьес. Кроме драм писал теологические трактаты и в защиту театра, составлял биографии знаменитых людей, писал элегии, эпитафии и пр.; переводил многих классиков, особенно Лукиана.
Из всего созданного Хейвудом сохранилось только 24 драмы, среди них исторические, романтические, мифологические, бытовые и драмы-сказки. Считается одним из авторов пьесы «Сэр Томас Мор» (1592, сохранилась частично).
Из бытовых драм Хейвуд наиболее выделяется пьеса «Женщина, убитая добротой», которая предвосхищает мещанскую драму XVIII века. Мещанский элемент прорывается также в исторических и классических драмах. Хейвуд — большой мастер стиха; особенно совершенны его песенки, вставленные в драмы, а также лирика.
В 1874 году вышли все известные в то время драмы Хейвуда под редакцией Пирсона, пьеса «Невольники» издана Бэлленом в 1885 году и А. С. Джедсоном в 1921 году.

### На английском языке
- «Женщина, убитая добротой» и «Красотка с Запада» изданы проф. К. Бэйтс в 1919, Бостон.
- В серии «Мэрмэйд» в 1888 вышло пять драм.
- Halliday, F. E. (1964). A Shakespeare Companion 1564—1964, Baltimore: Penguin.
- Ceri Sullivan, 'If You Know Not Me (2) and Commercial Revue', The Rhetoric of Credit: Merchants in Early Modern Writing (Madison, 2002), ch. 5.

### На русском языке
- Розанов M. H. Статья «Один из современников Шекспира» в сборнике «Под знаменем науки» в честь Н. И. Стороженко. — М., 1902. — Стр. 726—737.
- Аксёнов И. А. Томас Хейвуд и Томас Деккер / В книге: Аксёнов И. А. Елизаветинцы: Статьи и переводы. — М.: Художественная литература, 1938. — Стр. 136—172.
- Томас Хейвуд. Красотка с Запада / Перевод П. В. Мелковой; редакция, вступительная статья и примечания А. А. Смирнова. — М.: Искусство, 1956. — 116 с.
- Женщина, убитая добротой / Перевод П. В. Мелковой. В сборнике: Современники Шекспира. Составление, редакция и комментарий А. А. Смирнова. Вступительная статья А. А. Аникста. Том 1. — Искусство, 1959. — Стр. 225—312.
- «Поругание Лукреции» — в сборнике переводов трёх одноимённых произведений: Шекспир У., Хейвуд Т., Бриттен Б., Данкан Р. Поругание Лукреции / пер. с англ. Ильи Кутика. — Москва: Водолей, 2024. — 224 с. — ISBN 978-5-91763-620-7.